# Gloria in excelsis Deo, BWV 191
Gloria in Excelsis Deo, BWV 191 (Glòria a Déu a dalt del Cel), és una cantata religiosa de Johann Sebastian Bach per al dia de Nadal, estrenada a Leipzig, un 25 de desembre entre l'any 1740 i 1745.

## Origen, context i anàlisi
Aquesta obra és una paròdia de tres números de la Missa en si menor, BWV 232, raó per la qual formalment no és una cantata. L'ús del llatí en les cantates no era gens habitual a Leipzig, fet que fa pensar que s'interpretà per un motiu mot especial i excepcional. S'ha proposat que s'estrenà el dia de Nadal de 1745 a l'església de la Universitat de Leipzig, com a acció de gràcies per la firma del tractat de pau de Dresden, que posà fi a la guerra d'invasió de Prússia a Saxònia.
El text comença amb el versicle de l'evangeli de Lluc (2, 14) que li dona títol, segueix una part de la doxologia menor Gloria Patri et Filio et ... completada pel cor amb Sicut erat in ... Aquests textos es reparteixen en tres números, el primer s'interpretava abans de l'oració i els altres dos després. La música prové del Gloria d'una missa composta l'any 1733 que posteriorment Bach l'aprofità per al Kyrie i el Gloria de la Missa en si menor (BWV 232). En el primer moviment es manté, pràcticament sense cap modificació, la música del Gloria de la Missa. La del segon número correspon a la del Domine Deus sense els vint compassos finals, i la del tercer moviment torna a ser de la Missa: Cum sancto spiritu. Amb la BWV 31 és l'única vegada que Bach empra un cor de cinc veus en una cantata. Té una durada aproximada de setze minuts. Per al dia de Nadal es conserven altres cinc cantates: BWV 63, BWV 91, BWV 110, BWV 197a i la primera de l'Oratori de Nadal (BWV 248).
Obra escrita per a soprano, tenor i cor amb cinc veus; tres trompetes i timbals, dues flautes travesseres, dos oboès, corda i baix continu. Consta de tres números
1. Cor: Gloria in Excelsis Deo (Glòria a Déu a dalt del Cel)
2. Ària (duet de soprano i tenor): Gloria Patri et Filio et Spiritui sancto (Glòria al Pare, i al Fill i a l'Esperit Sant)
3. Cor: Sicut erat in principio et nunc et semper (Tal com era al principi, i ara i sempre)

## Discografia seleccionada
Nikolaus Harnoncourt i Gustav Leonhardt no la inclouen en la seva gravació integral de les cantates religioses.
- J.S. Bach: The complete live recordings from the Bach Cantata Pilgrimage. CD 1: Hererkirche, Weimar; 25 de desembre de 1999. John Eliot Gardiner, English Baroque Soloists, Monteverdi Choir, Claron McFadden, Christoph Genz. (Soli Deo Gloria), 2013.
- J.S. Bach: Complete Cantatas Vol. 21. Ton Koopman, Amsterdam Baroque Orchestra & Choir, Caroline Stam, Paul Agnew. (Challenge Classics), 2006.
- J.S. Bach: Cantatas Vol. 55. Masaaki Suzuki, Bach Collegium Japan, Hana Blazikova, Gerd Türk. (BIS), 2013.
- J.S. Bach: Church Cantatas Vol. 57. Helmuth Rilling, Bach-Collegium Stuttgart, Gächinger Kantorei Stuttgart, Nobuko Gamo-Yamamoto, Adalbert Kraus. (Hänssler), 1999.